# ヘックス・ヘクター
ヘックス・ヘクター（Hex Hector、1965年 - ）は、アメリカ合衆国のクラブDJ、リミキサー。

## プロフィール
ニューヨーク市ワシントンハイツにて、プエルトリコ人の両親の間に生まれる。ヘックスが音楽活動を始めたのは14歳の時である。C+Cミュージック・ファクトリーがプロデュースした初期のアルバム数作品に、小さな扱いながらもヘックスの名を見ることができる。
彼の名が広く知られるようになる転機は1996年に訪れた。この年ヘックスはトニー・ブラクストンの『アンブレイク・マイ・ハート』のリミックスを手がけたが、その曲が11週間ビルボードのホット100チャートの第1位を維持する大ヒットとなったのである。
ヘックスのリミックスの対象となる曲は、概ねボーカルハウス（歌物ハウス）である。そのリミックス手法は他のリミキサーに比べて声の破壊を最小限にとどめる点に特徴があり、それゆえに原曲の雰囲気の温存を好む者からの支持が厚い。
ヘックスはフリオ・イグレシアス、スキャットマン・ジョン、平井堅、EXILE、リッキー・マーティンなど男性歌手の曲のリミックスにも携わっている。しかし、彼がこれまでにリミックス曲を提供した歌手は、デボラ・コックス、アナスタシア、ドナ・サマー、マドンナ、グロリア・エステファン、MISIA、BoA、浜崎あゆみ、倖田來未、鈴木亜美、ホイットニー・ヒューストン、メラニーC、クリスティーナ・アギレラ、ブリトニー・スピアーズ、セリーヌ・ディオン、マライア・キャリー、ジャネット・ジャクソンなど圧倒的に女性が多く、それがディーバの歌い上げによるアンセム系ハウスの高揚感を求めるゲイからの支持を集める所以でもある。
リミキサーとして名が知られる前にあっても、ヘックスはニューヨークのクラブ界ではすでに有名人であった。1980年代後半から、ヘックスはパラディウム、ネルズ、サウンドファクトリーバー他、マンハッタンにある著名なクラブにおいてレジデントDJを務めていた。
その頃まだ無名であったジェニファー・ロペスと知り合ったことが縁で、ヘックスは後年、彼女の曲のリミックスを手がける幸運に恵まれる。そして、その一つ『フィーリン・ソー・グッド』のリミックスが高く評価され、ヘックスは2001年グラミー賞リミキサー・オブ・ザ・イヤー（非クラシック部門）を授与された。
クラブDJとしてのヘックスは、ボーカルハウスのみならずトラック物やトランスなど幅広い選曲をこなす。彼の活動の拠点は今も昔もニューヨークであるが、アメリカカナダ東部の主要都市のクラブにおいても定期的にターンテーブルを回している。海外でプレイすることもあり、日本やヨーロッパのクラブを何度も訪れている。また、2003年にはマイアミを第二の拠点とし、フロリダでのDJ活動に力を入れている。

## ディスコグラフィ

### アルバム
- Remixology（2002年）
- ageHa Vol.3 MIXED BY HEX HECTOR（2003年）

### 日本のリミックスした主な作品
- 倖田來未：「TAKE BACK」「Trust Your Love」
- day after tomorrow: 「faraway」
- 浜崎あゆみ：「kanariya」「Boys & Girls」「Faraway」「SEASONS」「Endless sorrow」「fairyland」
- 平井堅：「KISS of LIFE」
- BoA：「LISTEN TO MY HEART」
- MISIA：「忘れない日々」「Everything」「果てなく続くストーリー」
- EXILE ：「song for you」
- 鈴木亜美：「Hopeful」（未発表）
- Kiss Destination：「Precious Moments -When Will I See You Again-」「MA・BA・TA・KI」
- dream：「solve」
- TRF：「CLOSE TO THE END」